# 和歌山放送御坊中継局
和歌山放送御坊中継局（わかやまほうそうごぼうちゅうけいきょく）は、和歌山県日高郡日高町にある和歌山放送の中継局である。

## 中継局概要
| 周波数  | 放送局名       | コールサイン | 空中線電力 | 放送対象 地域 | 放送区域 内世帯数 |
| ------- | -------------- | ------------ | ---------- | ------------- | ----------------- |
| 1557kHz | WBS 和歌山放送 | JOVM         | 100W       | 和歌山県      | 約-世帯           |

## 所在地
- 日高郡日高町小池 「西山」東方高地

## 放送エリア
- 御坊市、日高郡日高町及び美浜町の各一部

## 歴史
- 1959年4月1日 - WBS和歌山放送・御坊放送局（コールサイン：JOVM・出力：100W）が開局。
- 1978年11月23日 - 周波数を1557kHzに変更。